# Prefetti della provincia di Reggio Calabria
Questa voce contiene un elenco completo dei prefetti della città metropolitana di Reggio Calabria dal 1861.

## Regno d'Italia
- Raffaele Cassitto (17 settembre 1861 – 1° aprile 1862)
- Giuseppe Cornero (1° aprile 1862 – 30 agosto 1863)
- Decoroso Sigismondi (20 settembre 1863 – 1° giugno 1865)
- Cesare Bardesono (1° giugno 1865 – 8 marzo 1868)
- Achille Serpieri (12 marzo 1868 – 7 ottobre 1871)
- Emilio Mezzopreti (7 ottobre 1871 – 23 gennaio 1873)
- Francesco de Feo (7 dicembre 1873 – 5 marzo 1876)
- Achille Basile (5 marzo 1876 – 8 settembre 1876)
- Vincenzo Salvani (8 settembre 1876 – 28 settembre 1877)
- Carlo Faraldo (28 settembre 1877 – 10 ottobre 1877)
- Filippo Lamponi (10 ottobre 1877 – 29 marzo 1881)
- Antonio Gilardoni (3 aprile 1881 – 1° settembre 1882)
- Giorgio Tamaio (16 settembre 1882 – 1° ottobre 1884)
- Alfonso Gentili (16 dicembre 1884 – 1° agosto 1887)
- Francesco Paternostro (1° agosto 1887 – 16 dicembre 1888)
- Angelo Giacomelli (16 dicembre 1888 – 1° settembre 1890)
- Giovanni Daniele Vasta (1° settembre 1890 – 1° luglio 1891)
- Agostino Soragni (16 agosto 1891 – 1° luglio 1892)
- Ferdinando Perrino (1° luglio 1892 – 16 giugno 1893)
- Virginio Rambelli (16 marzo 1893 – 1° aprile 1895)
- Francesco Frumento (1° aprile 1895 – 16 aprile 1896)
- Francesco Tomasini (16 aprile 1896 – 1° febbraio 1898)
- Costantino Fanelli (1° febbraio 1898 – 1° ottobre 1899)
- Maurizio Ceccato (1° ottobre 1899 – 25 febbraio 1901)
- Antonio La Mota (25 febbraio 1901 – 1° novembre 1903)
- Amodeo Nasalli Rocca (1° novembre 1903 – 10 dicembre 1903)
- Onorato Germonio (10 dicembre 1903 – 1° agosto 1904)
- Angelo Buganza (1° agosto 1904 – 1° ottobre 1906)
- Raffaele Orso (1° ottobre 1906 – 1° febbraio 1909)
- Angelo Pesce (1° febbraio 1909 – 1° agosto 1912)
- Cosimo Seri (1° agosto 1912 – 1° giugno 1915)
- Orazio Giuffrida (1° giugno 1915 – 16 dicembre 1916)
- Secondo Dezza (16 dicembre 1916 – 1° febbraio 1918)
- Alfonso Lazazzera (1° febbraio 1918 – 25 agosto 1919)
- Igino Coffari (25 agosto 1919 – 15 marzo 1920)
- Giovanni Bobbio (15 marzo 1920 – 20 aprile 1920)
- Igino Coffari (20 aprile 1920 – 21 giugno 1921)
- Alfredo Ferrara (21 giugno 1921 – 20 ottobre 1922)
- Edoardo Boggio (27 ottobre 1922 – 21 novembre 1922)
- Paolo Bobo (21 novembre 1922 – 16 luglio 1923)
- Osvaldo Nobile (16 luglio 1923 – 25 febbraio 1925)
- Decio Samuele Cantore (25 febbraio 1925 – 23 luglio 1925)
- Francesco Benigni (23 luglio 1925 – 1° luglio 1928)
- Pietro Carini (1° luglio 1928 – 20 gennaio 1934)
- Giovanni Zattera (20 gennaio 1934 – 25 luglio 1935)
- Enrico Cavalieri (25 luglio 1935 – 1° agosto 1936)
- Giovanni Aiutta (1° agosto 1936 – 20 febbraio 1938)
- Roberto Ausiello (20 febbraio 1938 – 1° settembre 1942)
- Enrico Avalle (1° settembre 1942 – 1° febbraio 1943)
- Attilio Tosi (1° febbraio 1943 – 1° agosto 1943)
- Rosario Speciale (1° agosto 1943 – 3 gennaio 1944)
- Antonio Priolo (3 gennaio 1944 – 1° giugno 1945)
- Giuseppe Ciraolo (1° giugno 1945 – 15 febbraio 1946)
- Francesco Aria (15 febbraio 1946 – 10 ottobre 1946)

## Repubblica italiana
- Disma Zanetti (1° marzo 1947 – 10 ottobre 1949)
- Aurelio Zaipa (10 ottobre 1949 – 11 ottobre 1951)
- Edoardo Rotigliano (11 ottobre 1951 – 20 novembre 1952)
- Oscar Moccia (6 dicembre 1952 – 25 ottobre 1954)
- Pietro Rizzo (25 ottobre 1954 – 21 ottobre 1956)
- Alfredo Correra (22 ottobre 1956 – 28 febbraio 1958)
- Leoluca Longo (1° marzo 1958 – 27 maggio 1958)
- Lorenzo Torrisi (28 maggio 1959 – 2 settembre 1962)
- Giovanni La Selva (3 settembre 1962 – 21 marzo 1965)
- Angelo Maria Rizzoli (22 marzo 1965 – 27 agosto 1967)
- Raimondo Turco (28 agosto 1967 – 19 giugno 1969)
- Giorgio De Rossi (20 giugno 1969 – 9 settembre 1971)
- Giuseppe Conti (10 settembre 1971 – 4 gennaio 1976)
- Ciro Ciompi (5 gennaio 1976 – 9 ottobre 1981)
- Giuseppe Mazzitello (1° dicembre 1981 – 31 ottobre 1983)
- Agatino Neri (1° novembre 1983 – 31 marzo 1985)
- Vincenzo Mazzamuto (1° aprile 1985 – 30 aprile 1986)
- Carlo Lessona (1° maggio 1986 – 14 novembre 1987)
- Giovanni Carleo (15 novembre 1987 – 19 novembre 1988)
- Alberto Sabatino (20 novembre 1988 – 28 dicembre 1990)
- Luciano Cannarozzo (29 dicembre 1990 – 14 febbraio 1993)
- Luigi Caselli (15 febbraio 1993 – 30 settembre 1994)
- Nunzio Rapisarda (1° ottobre 1994 – 31 maggio 1999)
- Carlo Ferrigno (7 giugno 1999 – 30 novembre 2000)
- Goffredo Sottile (1° dicembre 2000 – 9 giugno 2003)
- Giovanni D'Onofrio (10 giugno 2003 – 6 novembre 2005)
- Luigi De Sena (7 novembre 2005 – 5 agosto 2007)
- Francesco Antonio Musolino (6 agosto 2007 – 29 dicembre 2009)
- Luigi Varratta (30 dicembre 2009 – 1° aprile 2012)
- Vittorio Piscitelli (2 aprile 2012 – 29 dicembre 2013)
- Claudio Sammartino (30 dicembre 2013 – 31 agosto 2016)
- Michele di Bari (1° settembre 2016 – 13 maggio 2019)
- Massimo Mariani (14 maggio 2019 – 12 novembre 2023)
- Clara Vaccaro (dal 13 novembre 2023)